# Производство и разпространение на филми и телевизионни предавания
Производството и разпространение на филми и телевизионни предавания е подотрасъл на създаването и разпространение на информация и творчески продукти и далекосъобщения в Статистическата класификация на икономическите дейности за Европейската общност.
Секторът обхваща производството, техническата обработка, издаването и разпространението на филми и телевизионни предавания.